# Melker Johan Eichhorn
Melker Johan Eichhorn, född 10 december 1870 i Stockholm, död 17 januari 1930 i Chicago, var en svensk amerikansk ingenjör, etsare och exlibriskonstnär.
Han var son till amanuensen vid Kungliga biblioteket Christoffer Eichhorn och Emma Charlotta Grundberg. Eichhorn emigrerade 1890 till Amerika och var där anställd som ingenjör vid Chicagos vattenverk. Vid sidan av sitt arbete utförde han ett stort antal exlibris.